# Iglesia del Señor de Tila
El Templo el Señor de Tila, es un templo católico ubicado en la Ranchería Leona Vicario en el municipio de Balancán, Tabasco. Esta comunidad compuesta por poco más de 200 personas no contaba con un templo, el más cercano implicaba una caminata de 8 km, por lo que se organizaron para reunir fondos con los que iniciaron la construcción de su propio templo en el año de 1996, 16 años después en el 2012 quedó terminado. Este lugar recibe miles de visitantes al año, de las comunidades cercanas, pero también turismo nacional e internacional.

## Galería de Imágenes

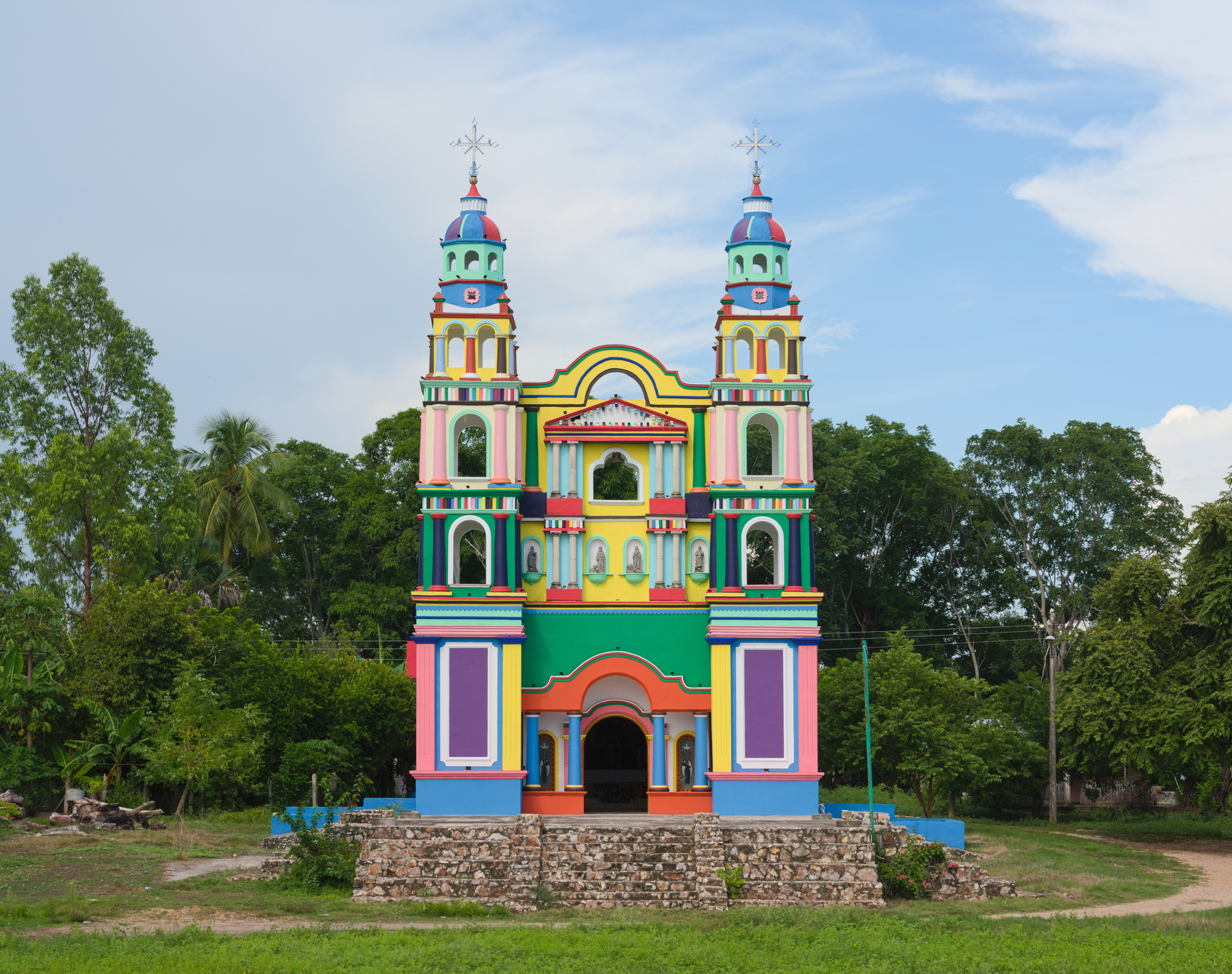
Fachada
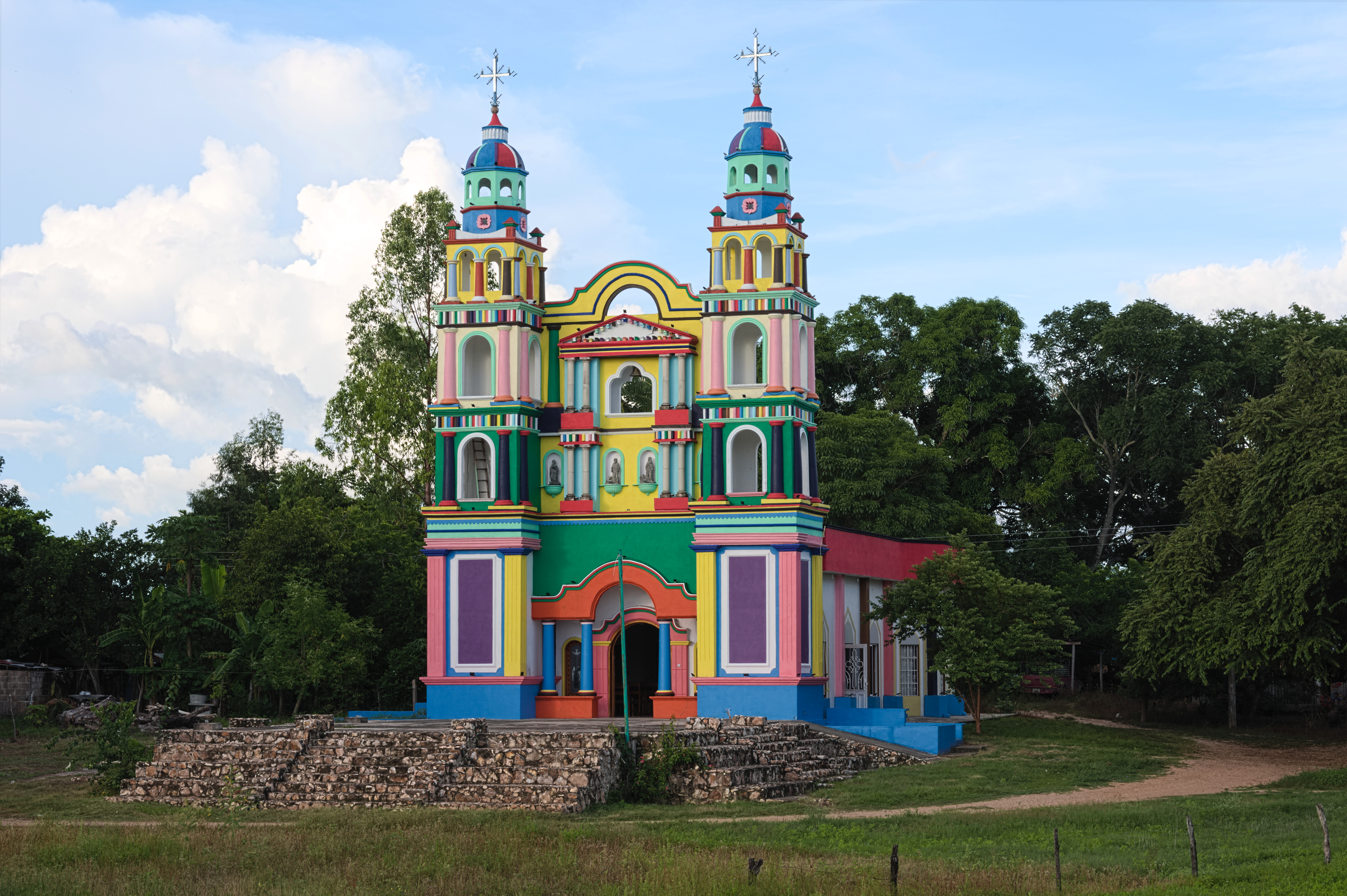
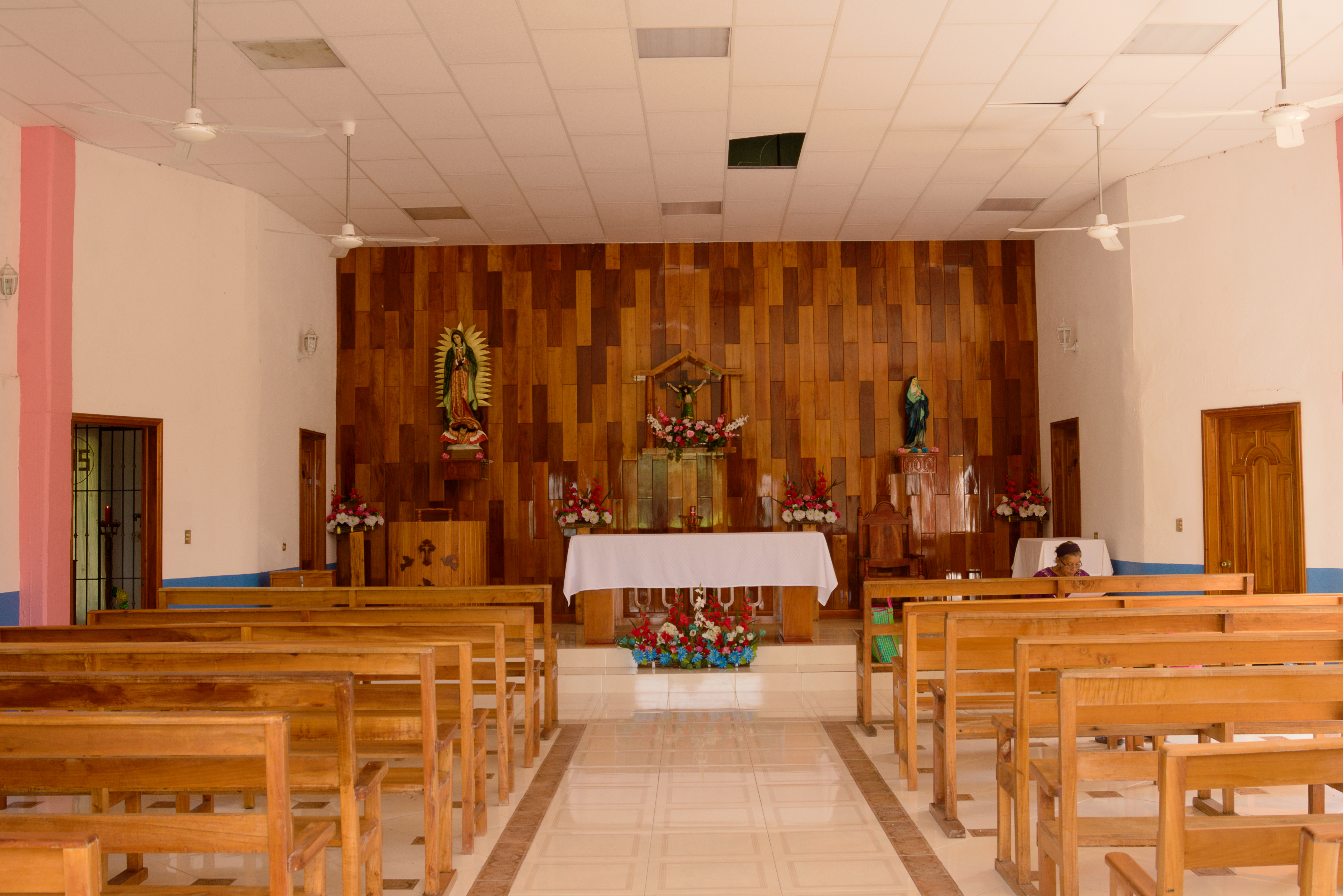
Interior